# Własność górnicza
Własność górnicza – szczególny rodzaj prawa podmiotowego, przysługującego Skarbowi Państwa do złóż określonych kopalin oraz do części górotworu leżących poza granicami nieruchomości gruntowych. Składowymi prawa własności górniczej są uprawnienia do korzystania i rozporządzania przedmiotem tej własności. Pomimo zbieżności nazw, własność górnicza jest prawem odrębnym od prawa własności uregulowanej w art. 140 Kodeksu cywilnego. "Tym, co odróżnia prawo własności górniczej od „kodeksowego” prawa własności jest: przedmiot prawa, dozwolony zakres rozporządzania oraz podmiot, któremu prawo przysługuje". 
Przedmiot prawa własności górniczej (m.in. złoże kopaliny strategicznej, część górotworu poza złożami) nie mieści się w pojęciu nieruchomości, gdyż nie jest rzeczą.

## Przedmiot prawa własności górniczej
O przedmiocie prawa własności górniczej stanowi art. 10 ust. 1 i 2 Prawa geologicznego i górniczego. Własnością górniczą objęte są złoża następujących kopalin:
- węglowodorów,
- węgla kamiennego,
- metanu występującego jako kopalina towarzysząca,
- węgla brunatnego,
- rud metali z wyjątkiem darniowych rud żelaza,
- metali w stanie rodzimym,
- rud pierwiastków promieniotwórczych,
- siarki rodzimej,
- soli kamiennej,
- soli potasowej,
- soli potasowo-magnezowej,
- gipsu,
- anhydrytu,
- kamieni szlachetnych,
- wód leczniczych,
- wód termalnych (cieplic),
- solanek.

Ponadto własnością górniczą objęte są części górotworu leżące poza granicami nieruchomości gruntowych.

## Charakter prawny własności górniczej
Własność górnicza przysługuje wyłącznie Skarbowi Państwa, który nie może jej zbyć ani się jej zrzec. Skarb Państwa może - w granicach określonych przez ustawy - korzystać z wyłączeniem innych osób z przedmiotu własności górniczej, a także rozporządzać prawem własności górniczej, jednakże jedyną dopuszczalną formą rozporządzenia własnością górniczą jest ustanowienie użytkowania górniczego (art. 12 ust. 1 PGG). W związku z tym uznać należy, że własność górnicza jest prawem niezbywalnym.
Otwartym pozostanie pytanie, czy własność górnicza jest prawem rzeczowym, czy nie. Wydaje się, że odpowiedź na to pytanie – choć niezwykle ważna ze względów teoretycznych – będzie miała niewielki wpływ na praktykę, z uwagi na odwołanie się przez PGG do przepisów prawa rzeczowego dotyczącego nieruchomości gruntowych (art. 11).